# Bythinella bouloti
Espèce
Bythinella bouloti est une espèce de mollusques de la famille des Amnicolidae.

## Distribution
Cette espèce est endémique de la Lozère. Elle n'est connue que dans une grotte de Castelbouc à Sainte-Enimie.